# دیوید بلیون
دیوید بلیون (انگلیسی: David Bellion؛ زادهٔ ۲۷ نوامبر ۱۹۸۲) بازیکن فوتبال اهل فرانسه است.
از باشگاه‌هایی که در آن بازی کرده‌است می‌توان به باشگاه فوتبال نیس، باشگاه فوتبال کن، باشگاه فوتبال منچستر یونایتد، باشگاه فوتبال وستهام یونایتد، باشگاه فوتبال بوردو، باشگاه فوتبال ستاره سرخ، و باشگاه فوتبال ساندرلند اشاره کرد.
وی همچنین در تیم ملی فوتبال زیر ۲۱ سال فرانسه بازی کرده‌است.